# Пужмінка
Пу́жмінка (рос. Пужминка) — річка в Удмуртії (Вавозький район), Росія, ліва притока Уви.
Довжина річки становить 8,5 км. Бере початок на захід від присілку Велика Гурезь-Пудга. Протікає спочатку на північний схід, потім плавно повертає на північний захід та південний захід. Впадає до Уви навпроти села Вавож. Береги заліснені, місцями заболочені. Приймає декілька струмків.
Над річкою не розташовано населених пунктів, трохи віддаль — присілок Пужмоїл.
| Річка | Це незавершена стаття про річку. Ви можете допомогти проєкту, виправивши або дописавши її. |